# Carl Goos
August Herman Ferdinand Carl Goos, född den 3 januari 1835 i Rønne, död den 20 december 1917 i Köpenhamn, var en dansk rättslärd och politiker. 

## Biografi
Goos blev 1857 juris kandidat och vann 1859 universitetets guldmedalj. Efter en utländsk resa blev han 1861 lektor och 1862 professor i straffrätt, rättsfilosofi och folkrätt. 
Som sådan övade Goos stort inflytande såväl på studenternas som på själva den juridiska vetenskapens utveckling, liksom han 1871–1891 tog verksam del i universitetets styrelse. 
Som medlem av kommittén för lagskipningens ombildning (1870–1877) utarbetade Goos utkastet till en ny straffprocess med jury och var likaledes verksam medlem av 1890-99 års kommitté med samma syfte samt fick 1905 säte i en kommitté för strafflagens revision. 
Åren 1884–1891 och 1894–1900 var han överinspektör för fängelseväsendet och har sedan deltagit i den internationella penitentiära kommissionen och en rad kongresser om denna angelägenhet; från 1894 var han direktör för dövstum- och blindinstituten med titeln geheimeetatsråd. 
År 1880 invaldes Goos av en köpenhamnsk krets i Folketinget, men måste 1884 vika för en socialdemokratisk ledare. Däremot blev han 1885 kungavald medlem av Landstinget, där han slöt sig närmare till den Estrupska högern, än man hade väntat efter hans i övrigt tämligen framstegsvänliga riktning. 
Dock tog han väsentlig del i genomförandet av den omfattande reformeringen av rättskipningen. Vid sidan härav var han 1881-90 en av utgivarna av "Dagbladet", som likaledes utvecklade sig till en mera utpräglad högertidning än under den förre redaktören, Vilhelm Topsøe. 
Goos blev i juli 1891 kultusminister, men kunde under dåvarande politiska förhållanden inte uträtta mycket och avgick i augusti 1894 tillsammans med Estrup; april 1900–juli 1901 var han justitieminister i den dåvarande högerministären. 
Sin största betydelse vann Goos som rättsvetenskaplig författare. Redan 1875–1878 skrev han Den danske Strafferets almindelige Del, 1878–1880 följde två större avhandlingar om Strafferetsplejens almindelige Grundsætninger och Den danske Strafferetspleje fra Christian V til Nutiden. 
Åren 1882–1899 utkom Den nordiske Strafferet (Nordisk Retsencyklopædi), 1889 Das Staatsrecht des Königreichs Dänemark (till Marquardsens samlingsverk Handbuch des öffentlichen Rechts; dansk översättning samma år), 1889–1892 Forelæsninger över den almindelige Retslære (2 band), som framställer rättsordningen som den i det yttre uppträdande makten för att främja sedlighetens förverkligande.
Därpå följde 1895–1896 Den danske Strafferets specielle Del (3 band), hans huvudverk, ett utomordentligt grundligt och skarpsinnigt arbete, samt 1904–1905 A.S. Ørsteds Betydning for den dansk-norske Retsvidenskab (3:e delen). 
År 1882 blev Goos medlem av det danska Videnskabernes selskab och 1877 juris hedersdoktor vid Uppsala universitets jubelfest. Han var 1910–1914 talman i landstinget och kallades till juris hedersdoktor i Kristiania 1911 och i Köpenhamn 1915. 

## Utmärkelser
- Dannebrogsmännens hederstecken,  1877[1]
- Hedersdoktor vid Uppsala universitet,  1877[4]
- Storkors av Dannebrogorden,  1908[1]
- Hedersdoktor vid universitetet i Oslo,  1911[4]
- Förtjänstmedaljen i guld med krona,  1915[1]
- Hedersdoktor vid Köpenhamns universitet,  1915[4]

[Redigera Wikidata]